# Jaskinia Malapa
Jaskinia Malapa – jaskinia położona ok. 45 na północny zachód od Johannesburga w Południowej Afryce. Stanowisko archeologiczne.
Położona w prowincji Gauteng jaskinia znajduje się w odległości ok. 15 km od stanowisk Kromdraai, Sterkfontein i Swartkrans. Jej nazwa pochodzi z języka sesotho i oznacza dosłownie domostwo. Eksplorowana jako źródło granitu już w latach 30. XX wieku, została przebadana przez archeologów po raz pierwszy dopiero w 2008 roku.
Jaskinia ma postać otworu w ziemi o wymiarach 3,3×4,4 m i 3,5 m głębokości. W przeszłości była znacznie głębsza, stanowiąc śmiertelną pułapkę dla zwierząt, które w nią wpadły. W trakcie prac archeologicznych odsłonięto pięć poziomów stratygraficznych. Znaleziska fauny obejmują datowane na ok. 2,3 mln lat szczątki konia, kudu wielkiego, żbika i hieny brunatnej, a także najmłodsze znane szczątki Megantereon sprzed 1,5 mln lat. W 2015 roku dokonano odkrycia Papio angusticeps, żyjącego ok. 2 mln lat temu najstarszego znanego przedstawiciela pawianów.
W 2010 roku podczas prac prowadzonych pod kierownictwem Lee Bergera z University of the Witwatersrand w Johannesburgu odkryto liczące ok. 2 mln lat szczątki nieznanego dotychczas gatunku australopiteka, którego nazwano Australopithecus sediba.